# حساس موضع الصمام الخانق

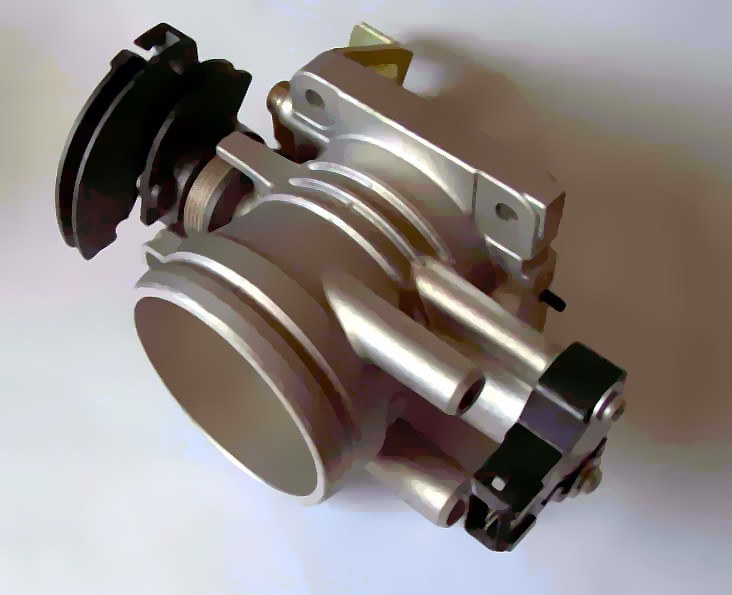
جسم الخانق يعرض حسَّاس موضع الصمام الخانق على اليمين.

حسَّاس موضع الصمام الخانق (بالإنجليزية: Throttle position sensor اختصارًا TPS)‏ هو حساس من حساسات المقاومة المتغيرة، يستخدم لمراقبة كمية الهواء من المحرك. يقع المستشعر عادةً على محور الدوران، بحيث يمكنه مراقبة موضع الخانق مباشرةً. يتم أيضًا استخدام أشكال أكثر تطوراً من المستشعر. يتحكم نظام التحكم الإلكتروني في الصمام الخانق (ECUs) أيضًا في نظام التحكم الإلكتروني في المحرك (EEC) في موضع الخانق (ETC) أو أنظمة «الدفع بواسطة سلك» وإذا تم ذلك، فسيتم استخدام مستشعر الموضع في حلقة التغذية الراجعة لتمكين هذا التحكم.
تتعلق حسَّاسات موضع الصمام الخانق بمستشعرات دواسة الوقود، والتي تتضمن غالبًا مستشعر الخنق العريض المفتوح (WOT). وتستخدم أجهزة الاستشعار hgدواسة في التحكم الكبح الإلكتروني أو نظام «الدفع بواسطة سلك».